# Tomáš Košút
Tomáš Košút (sinh 13 tháng 1 năm 1990) là một hậu vệ bóng đá Slovakia hiện tại thi đấu cho Ekstraklasa câu lạc bộ Arka Gdynia.